# Numérotation téléphonique en Allemagne
Les numéros de téléphone en Allemagne incluent 5 202 réseaux locaux, cinq gammes de numéros de téléphone mobile et plusieurs numéros spéciaux. Ils sont (aujourd'hui) organisés et attribués par l'Agence fédérale des réseaux.

## Composition
Les préfixes sont indiqués, y compris le préfixe national "0", car ils sont généralement choisis pour les appels téléphoniques en Allemagne. Dans l'utilisation officielle, les primaires ont un contenu différent. Exemples:
- (0)30-8-7654321 : numéro de téléphone local (Berlin) ;  le préfixe 030 est composé du code interurbain "0" + l'indicatif régional  "30" pour Berlin et Brandebourg ; il est suivi d'un identifiant de bloc "8" pour le réseau cible, avant le numéro local à 7 chiffres
- (0)17 0 7654321 : numéro de téléphone mobile; le préfixe 0170 est composé du code interurbain "0" + un des codes de service mobile "17" + l'identifiant de bloc "0" du réseau mobile cible
- (0)180 1 654321 : numéro d'appel spécial (coût partagé à 3,9 centimes par minute pour l'appelant) ; le préfixe 01801 est composé du code interurbain "0" + le code de service spécial "180" + le code tarifaire "1"

Pour les appels vers l'Allemagne en provenance d'un autre pays, le numéro de séparation du trafic national "0" est omis. Exemples :
- +49 30 8765 4321 : numéro de téléphone local (Berlin)
- +49 170 765 4321 : numéro de téléphone mobile
- +49 180 1 654321 : numéro d'appel spécial (coût partagé à 3,9 centimes par minute pour l'appelant, ne fonctionne que si l'opérateur de départ prend en charge la refacturation pour le compte de l'opérateur tiers en Allemagne)
- Le signe plus "+" doit être remplacé par l'appelant par le numéro de séparation du trafic international valide ; par exemple, "00" pour les appels depuis l'Europe, ou "011" pour les appels depuis l'Amérique du Nord.

Lors de l'introduction du système d'indicatif régional allemand, le réseau de commutation interurbain basé sur la technologie de commutation analogique était structuré de manière hiérarchique, chaque chiffre composé de l'indicatif régional étant évalué individuellement et correspondant à l'un des niveaux hiérarchiques (centre de commutation central, centre de commutation central, centre de commutation central et centre local). Cette hiérarchie antérieure est donc encore reconnaissable aujourd'hui dans les indicatifs régionaux ouest-allemands, voire les zones d'échange.
Depuis et vers le réseau fixe, un numéro du même réseau local peut généralement encore être composé sans qu'il soit nécessaire de composer le code interurbain "0" et l'indicatif régional. Cela ne fonctionne pas depuis ou vers les réseaux mobiles et vers les autres numéros spéciaux (hors des numéros courts qui sont appelées depuis tous les réseaux en Allemagne sans composer le code interurbain ni l'indicatif régional), où le code interurbain "0" doit être composé, suivi des 10 chiffres du numéro complet (dont l'indicatif régional pour les destinataires fixes ou les autres préfixes nationaux)
Depuis l'introduction de la portabilité du numéro, le réseau sélectionné ou l'opérateur de connexion ne peut plus être déterminé avec certitude par l'indicatif régional. Cependant, comme le tarif en dépend souvent, de nombreux opérateurs de connexion proposent des services d’information (par exemple, via Freecall ou via SMS), qui transmettent l’affiliation pertinente au tarif sur un numéro de téléphone.
La zone combinée sous un indicatif régional ne correspond pas aux limites des villes et des municipalités. Dans certains cas, plusieurs municipalités sont regroupées sous un même chiffre clé et certaines parties d’une municipalité peuvent avoir leur propre chiffre clé ou le partager avec une municipalité voisine. Dans certains cas, les frontières des États fédéraux sont dépassées.

## Indicatifs régionaux

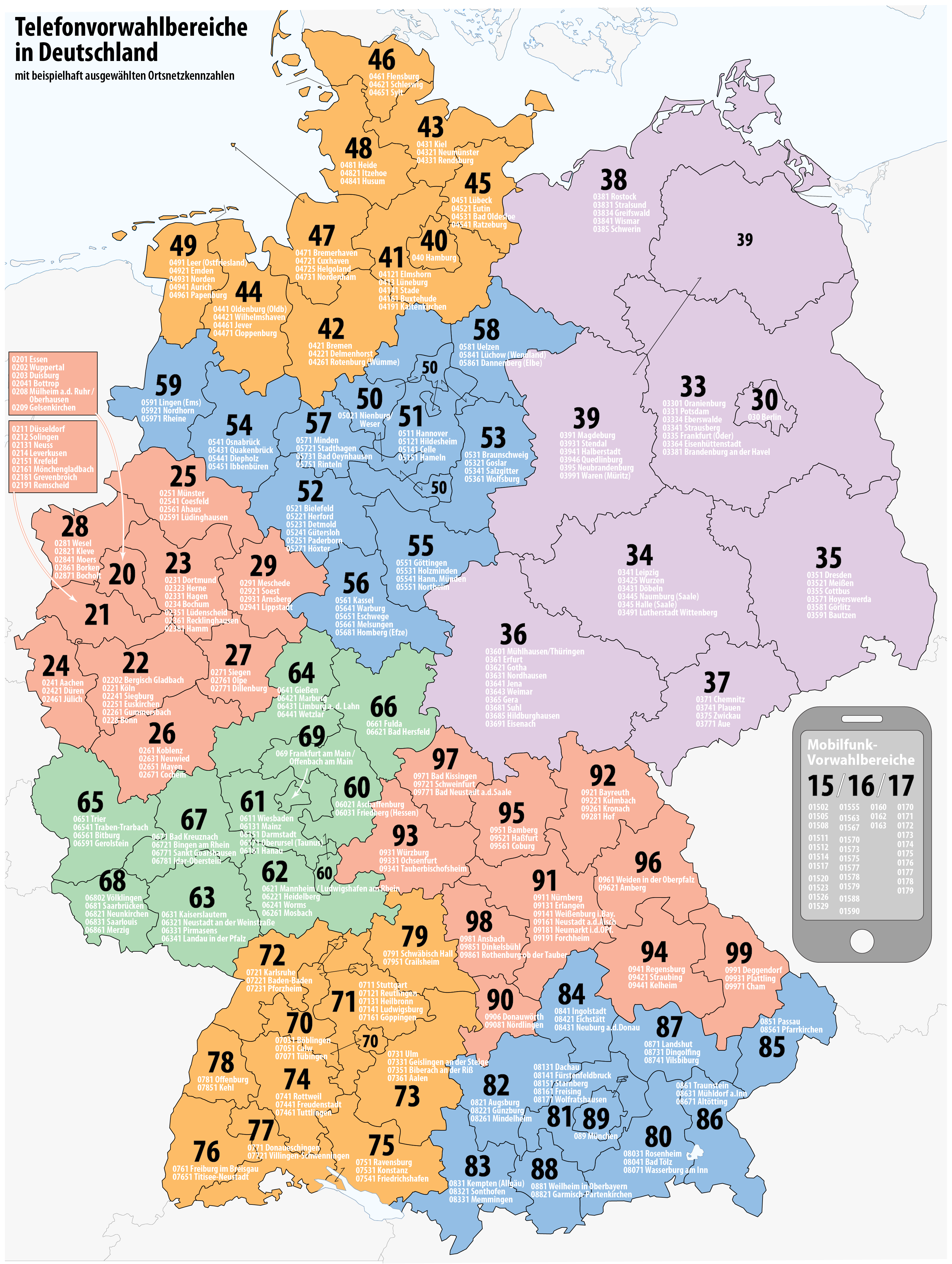
Carte des indicatifs régionaux allemands (pour les numéros de téléphone non portés d'une région à l'autre ou d'un opérateur à un autre).

Les indicatifs régionaux locaux sont pour des raisons historiques uniquement dans les indicatifs régionaux 02 à 09. Ils ont été officiellement déterminés et historiquement publiés dans le Répertoire officiel des indicatifs régionaux (AVON).
Les numéros spéciaux sont principalement situés dans l'indicatif 01. Les indicatifs 032, 0700, 0800 et 0900 sont des exceptions importantes. 00 est l'indicatif du trafic international.
Dans la liste ci-dessous, dans le bloc de chiffres "ab" qui suit l'indicatif régional "0 wx yz", le premier chiffre "a" ne peut être le "0" pour les numéros fixes appelables directement au sein d'une zone régionale, puisqu'ils sert de préfixe pour les indicatifs internationaux ou régionaux. Cependant après avoir composé les blocs régionaux "01" à "09", ce même premier chiffre "a"  à "0" sert aux destinations et services non localisés régionalement et qu'on peut appeler uniquement avec leur numéro national complet "0 wx yz ab cdef". Ce même bloc "ab" ne peut utiliser non plus les chiffres "11" pour des numéros fixes régionaux appelables directement sans code régional, puisque le "11" est réservé aux numéros courts (de 3 à 6 chiffres).
Mais il n'est pas exclu que les blocs de "0 wxy 01..." à "0 wxy 09..." ainsi que "0 wxy 11..." (où "0 w" est un des actuels indicatifs régionaux de "0 1" à "0 9") puissent servir à d'autres usages (tranches de numéros mobiles supplémentaires, numéros nationaux fixes ou autres classes de services), si la facilité de numérotation abrégée à 6 ou 7 chiffres ("ab cdef" ou "zab cdef") des numéros fixes depuis une ligne fixe au sein de la même zone locale (sans avoir à composer leur indicatif régional et local "0 wx yz" ou "0 wxy") est abandonnée (elle l'est déjà pour tous les numéros mobiles et les numéros spéciaux, ainsi que pour certains opérateurs de lignes fixes n'ayant pas de zone locale d'appel ni de différentiation tarifaire selon les régions appelées, d'autant plus que les numéros de téléphones allemands peuvent maintenant être portés nationalement d'une région à une autre et d'un opérateur à un autre).
- 00 – Indicatif pour les appels téléphoniques internationaux (suivi de l'indicatif de pays, leur éventuel code régional et le reste de leurs numéros nationaux)
- 0 1x yz ab cdef – Call-by-Call, MABEZ, numéros spéciaux, services
  - 0 15 yz ab cdef ; 0 16 yzab cdef ; 0 17 yzab cdef – numéros de téléphonie mobile
- 0 2x yz ab cdef – Indicatif régional : une partie des lands de Rhénanie-du-Nord-Westphalie (sauf le nord-est et des villes frontalières du sud de la Rhénanie-Palatinat), Rhénanie-Palatinat (nord) et Hesse (région de Dillenburg uniquement)
- 0 3x yz ab cdef – Indicatif régional : la ville de Berlin et presque toute l'ancienne Allemagne de l'Est (sauf la plus grande partie de la Basse-Saxe) : les lands de Brandebourg, Mecklembourg-Poméranie-Occidentale, Saxe, Saxe-Anhalt et Thuringe et une partie du land de Basse-Saxe (la région de l'Amt Neuhaus uniquement)
  -  0 32 yz ab cdef – Numéros d'abonné nationaux
- 0 4x yz ab cdef – Indicatif régional : les villes de Brême et Hambourg, le land de Schleswig-Holstein et une partie du land de Basse-Saxe (la côte nord uniquement)
- 0 5x yz ab cdef – Indicatif régional : une partie des lands de Basse-Saxe (le centre et le sud, sauf la région de l'Amt Neuhaus), Hesse (le nord uniquement) et Rhénanie-du-Nord-Westphalie (le nord-est uniquement)
- 0 6x yz ab cdef – Indicatif régional : le land de la Sarre et une partie des lands de Bade-Wurtemberg (la région de Mannheim / Heidelberg uniquement), Bavière (la région d'Aschaffenburg uniquement), Hesse (centre, est et sud, sauf les régions de Dillenburg, Kalbach Rhön et Seckmauern Odenwald), Rhénanie-Palatinat (le centre et le nord), ainsi que des villes frontalières du sud de la Rhénanie-du-Nord-Westphalie
- 0 7x yz ab cdef – Indicatif régional : une partie des lands de Bade-Wurtemberg (sauf les régions de Mannheim / Heidelberg et de Wertheim), Rhénanie-Palatinat (le sud du Palatinat) et Bavière (la région de Salle Neu-Ulm uniquement)
  - 0 700 zab cdef – Numéros personnels
- 0 8x yz ab cdef – Indicatif régional : une partie du land de Bavière (toute la moitié sud)
  - 0 800 zab cdef – Numéros gratuits
- 0 9x yz ab cdef – Indicatif régional : une partie des lands de Bavière (la moitié nord, sauf les régions d'Aschaffenburg et Salle Neu-Ulm), Bade-Wurtemberg (la région de Wertheim uniquement) et Hesse (les régions de Kalbach Rhön et Seckmauern Odenwald uniquement)
  - 0 900 zab cdef – Numéros payants, services à valeur ajoutée

## Numéros courts
Les numéros courts peuvent être sélectionnés dans toute l'Allemagne et la plupart (par exemple le 110) ont également un routage dépendant de l'origine de l'appel (ils n'aboutissent donc pas partout au même endroit mais à un service de proximité réparti territorialement, mais si le service local est indisponible ou surchargé, l'appel pourra être routé soit vers une autre zone proche si possible, soit vers un autre service autorisé pour les urgences), contrairement à l'espace de numérotation générale (dont les indicatifs régionaux des lignes fixes, les numéros mobiles, les numéros personnels, les numéros nationaux, les numéros de services gratuits et les autres numéros à valeur ajoutée sans numéro court).
- 110 – appel d'urgence à la police
- 112 – pompiers, secours, police [2]
- 115 – numéro de service public uniforme (depuis 2011)
- 116 xyz – services harmonisés à valeur sociale, comprenant par exemple:
  - 116 000 – Initiative Enfants disparus e. V.
  - 116 006 – Bague blanche e. V.
  - 116 111 – Nombre contre chagrin e. V.
  - 116 116 – appel d'urgence
  - 116 117 – services d'urgence médicale
  - 116 123 – Association catholique pour le mariage, la famille et la vie (pastorale téléphonique)
- 118 xyz – services d'information à valeur ajoutée

## Changements au cours de la réunification allemande
Jusqu'à la réunification allemande, les deux Etats allemands avaient chacun leur propre système de préfixe téléphonique. Il n'y a cependant pas eu de réforme, car l'extension du préfixe à six chiffres (y compris le zéro de tête) a permis de disposer de suffisamment de préfixes dans la zone "03" (jusqu'à présent uniquement utilisés sous la forme du "030" pour Berlin) pour remplacer les anciens préfixes de la RDA. Le préfixe international "+37" pour la RDA a été supprimé lors de la réforme. Les réformes des indicatifs ne sont généralement entreprises que de manière très restrictive et étaient également rares en République fédérale avant 1990. Lors du changement des indicatifs dans les nouveaux Länder, les numéros d'appel ont été conservés dans la mesure du possible. Depuis le 1er juin 1992, seuls les nouveaux indicatifs peuvent être composés.